# Bistum Nocera Umbra-Gualdo Tadino
Das in Italien gelegene ehemalige Bistum Nocera Umbra-Gualdo Tadino (lat. Nucerinus-Tadinensis) wurde im 5. Jahrhundert als Bistum Nocera Umbra begründet und gehörte der Kirchenprovinz Perugia an.
Am 2. Januar 1915 mit dem ebenfalls im 5. Jahrhundert begründeten Bistum Gualdo Tadino vereinigt, sank die Zahl der in ihm lebenden Katholiken zwischen 1950 und 1980 von 60.320 auf 40.315 (99,9 %). In der 1.500 km² großen Diözese lebten und wirkten 1950 noch 98 Diözesanpriester, 40 Ordenspriester und 227 Ordensschwestern in 82 Pfarreien. Während die Zahl der Pfarreien bis 1980 um drei vermehrt wurde, sank die Zahl der Diözesanpriester auf 66, die der Ordenspriester auf 31 und die der Ordensschwestern auf 138.
Am 30. September 1986 wurde die Diözese mit dem Bistum Assisi zum Bistum Assisi-Nocera Umbra-Gualdo Tadino vereinigt.